# Kōhei Hirate
Kōhei Hirate (平手晃平?, Hirate Kōhei; Komaki, 24 marzo 1986) è un pilota automobilistico giapponese.

## Carriera
Hirate cominciò a competere con i kart nel 1999, a tredici anni. Nel 2003 si trasferì in Europa, disputando due stagioni nel campionato italiano di Formula Renault 2.0, nel quale si classificò in seconda posizione nel 2004. Nello stesso anno Hirate debuttò in F3 Euro Series, categoria nella quale disputò le stagioni 2005 e 2006, giungendo terzo in quest'ultima; nel 2006 Hirate divenne anche collaudatore del team Toyota di Formula 1, ruolo che mantenne anche la stagione successiva. 
Nel 2007 passò in GP2 con il team Trident, senza però ottenere risultati di particolare rilievo; tornato in Giappone nel 2008, ha corso sia nel campionato giapponese GT che in Formula Nippon, dove ha concluso al quarto posto. Nel 2009 il giapponese ha continuato il suo impegno in queste due categorie. 

## Risultati completi in GP2
(legenda)
| Stagione | Scuderia       | 1          | 2           | 3          | 4          | 5          | 6           | 7          | 8          | 9           | 10        | 11        | 12         | 13         | 14          | 15          | 16          | 17         | 18          | 19         | 20          | 21         | CP  | Punti |
| -------- | -------------- | ---------- | ----------- | ---------- | ---------- | ---------- | ----------- | ---------- | ---------- | ----------- | --------- | --------- | ---------- | ---------- | ----------- | ----------- | ----------- | ---------- | ----------- | ---------- | ----------- | ---------- | --- | ----- |
| 2007     | Trident Racing | BHR FEA 18 | BHR SPR Rit | ESP FEA 13 | ESP SPR 10 | MON FEA 12 | FRA FEA Rit | FRA SPR 11 | GBR FEA 18 | GBR SPR Rit | EUR FEA 5 | EUR SPR 2 | HUN FEA 11 | HUN SPR 10 | TUR FEA Rit | TUR SPR Rit | ITA FEA Rit | ITA SPR 10 | BEL FEA Rit | BEL SPR 13 | VAL FEA Rit | VAL SPR 16 | 19º | 9     |

## Fonti
- (EN) Kohei Hirate career statistics at Driver Database, su driverdb.com. URL consultato il 26 dicembre 2009.